# 天主圣三圣殿 (巴勒莫)
天主圣三圣殿（意大利语：Basilica della Santissima Trinità）, 简称马吉奥内（La Magione），是一座諾曼式风格的罗马天主教宗座圣殿，位于意大利西西里大区首府巴勒莫。它于1191年建成，是西西里王國首都在豪特维尔王朝时期建造的最后一座教堂。其建造与宰相阿耶洛的马特奥有关。该堂最初属于熙笃会，在霍亨斯陶芬王朝时期归属条顿骑士团。它位于巴勒莫历史中心地卡尔萨区（Kalsa）。

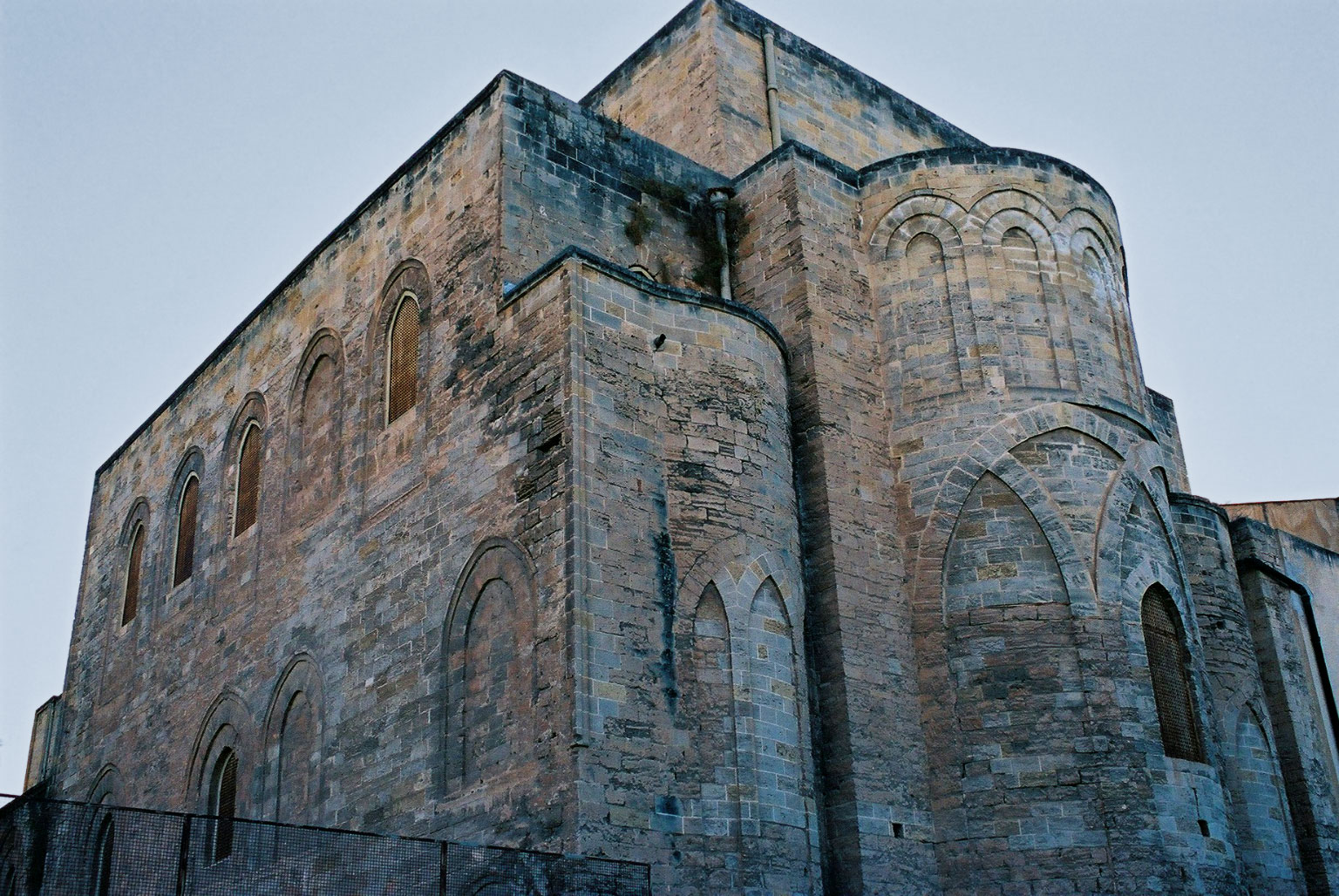
侧视图和后殿

## 历史
有些说法将该堂的起源追溯到1150年代。该堂的原址是一个古老的清真寺。1191年， 宰相阿耶洛的马特奥将教堂交给熙笃会。1193年，西西里国王坦克雷迪的儿子和继承人共治国王鲁杰罗三世就埋葬在这个教堂里。1194年，坦克雷迪本人也埋葬在这里。
坦克雷迪死后，王国被神圣罗马皇帝亨利六世征服，他是西西里国王鲁杰罗二世的女儿西西里女王科斯坦察的丈夫。1197年，他从熙笃会那里没收教堂及修道院，交给了条顿骑士团。他们后来曾经保护年轻的国王费尔南多二世十多年时间。骑士们建造了宿舍、军械库和马厩。
1492年，应教宗依諾增爵八世的要求，国王费尔南多二世取缔了西西里岛的条顿骑士团。该建筑群成为巴勒莫总主教管理下的神父和修道院长的住所。1780年，改由那不勒斯的波旁王朝直接控制，1787年，又交给圣乔治康斯坦丁骑士团（Sacro Militare Ordine Costantiniano di San Giorgio）。这种情况随着1861年意大利的统一而结束。
在19世纪，朱塞佩·帕特里克科洛进行了一次重要的修复。第二次世界大战之后又进行了另一次修复。该堂拥有宗座圣殿称号。

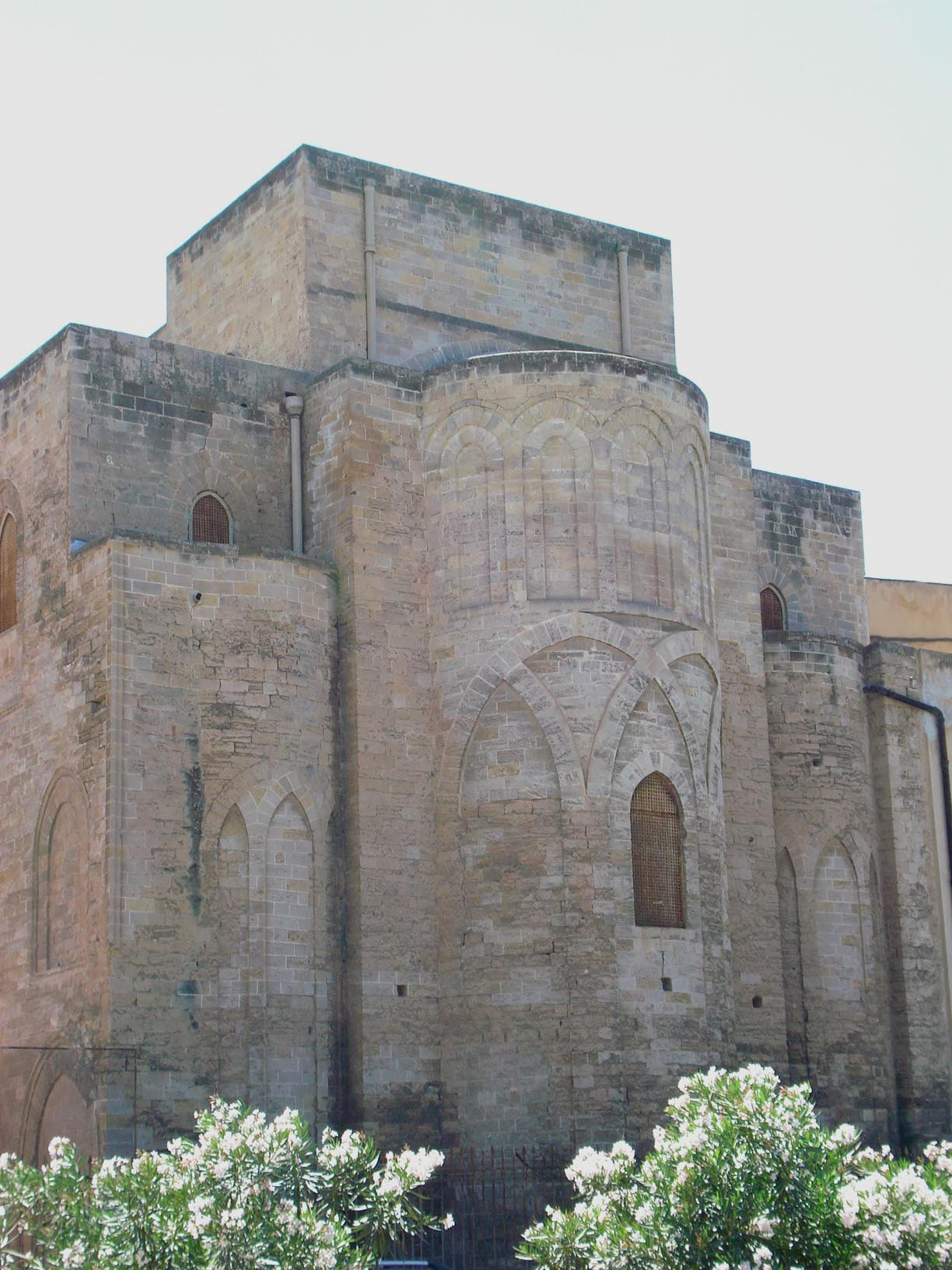
后殿
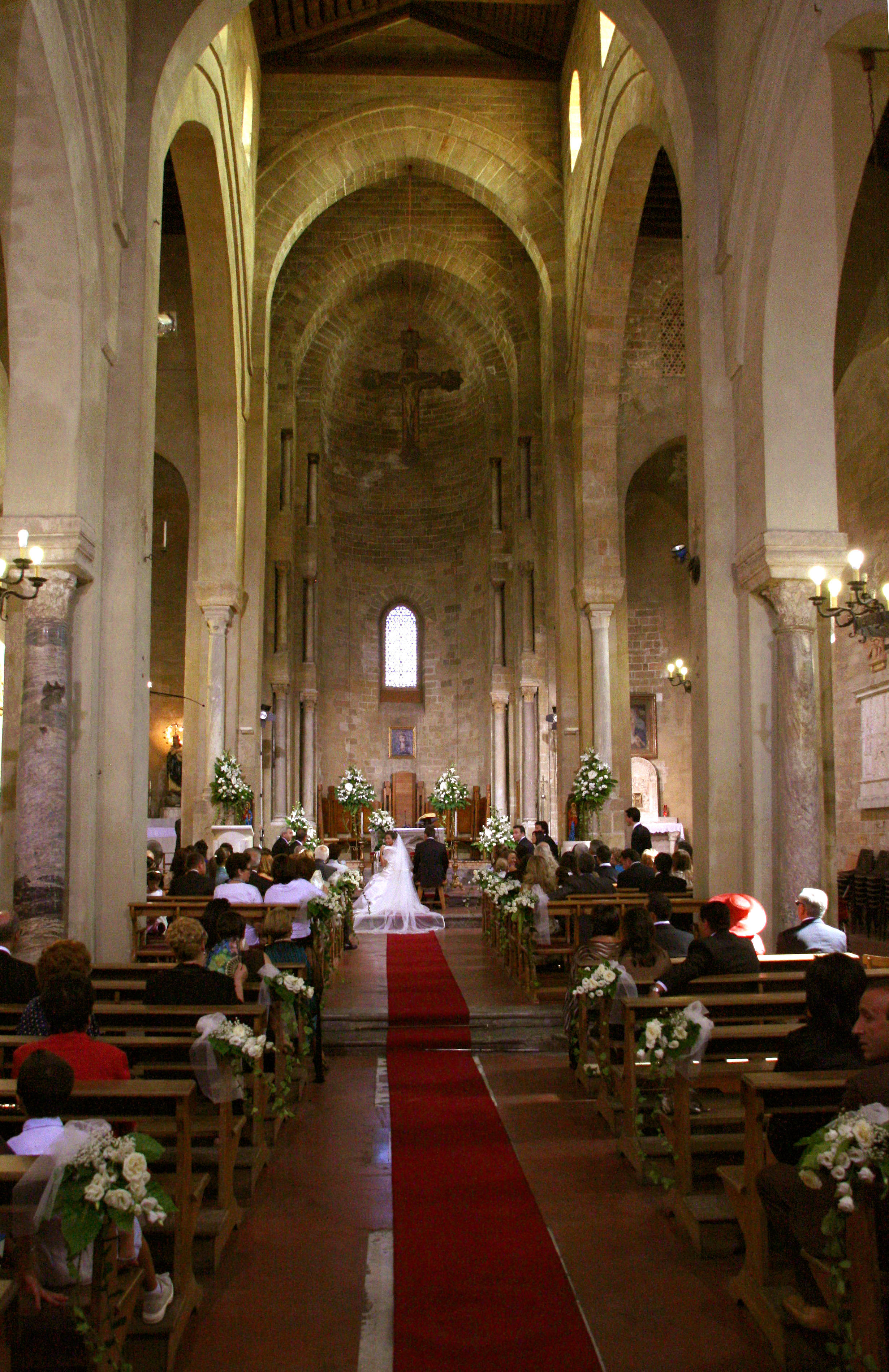
内部
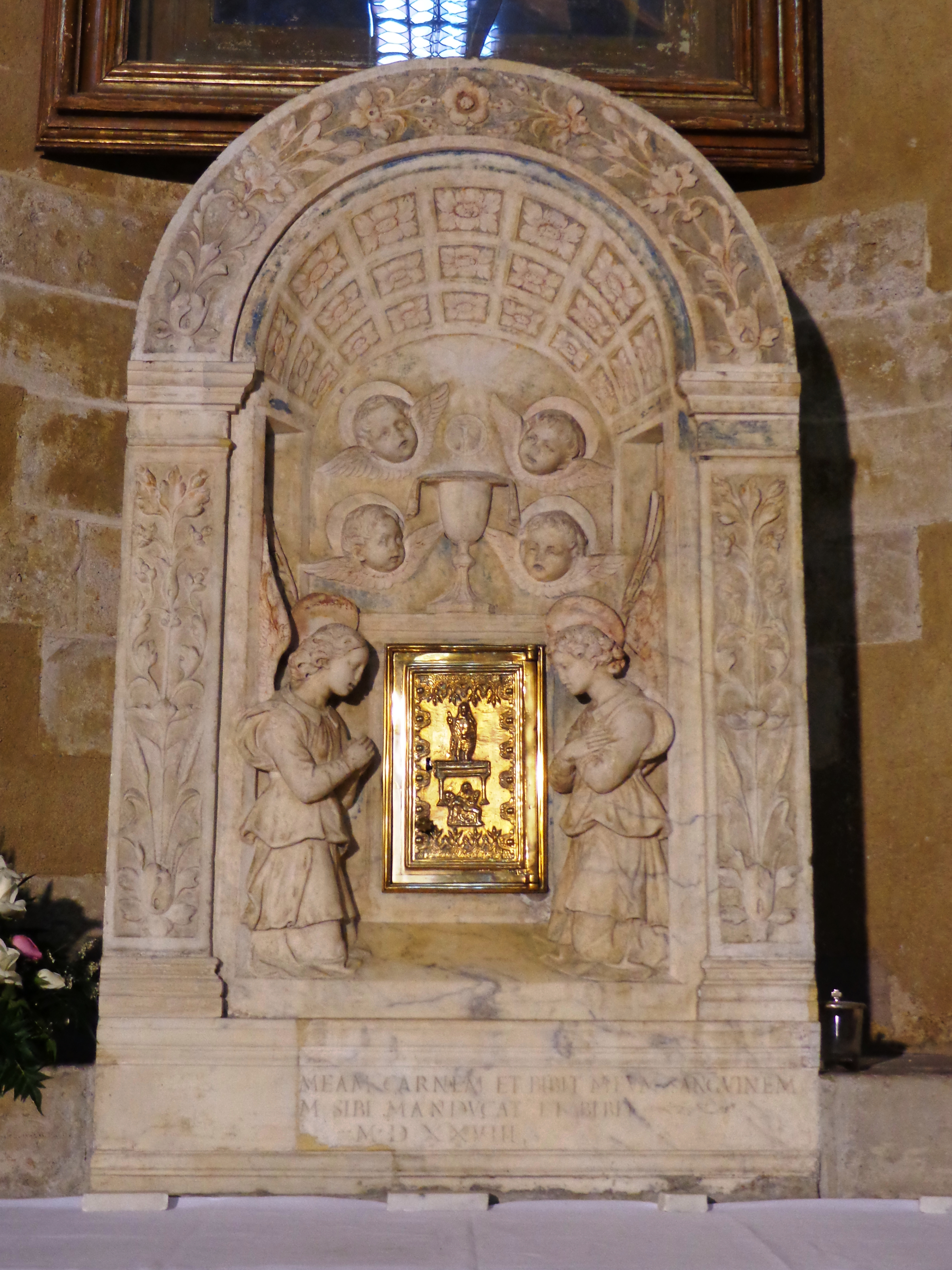
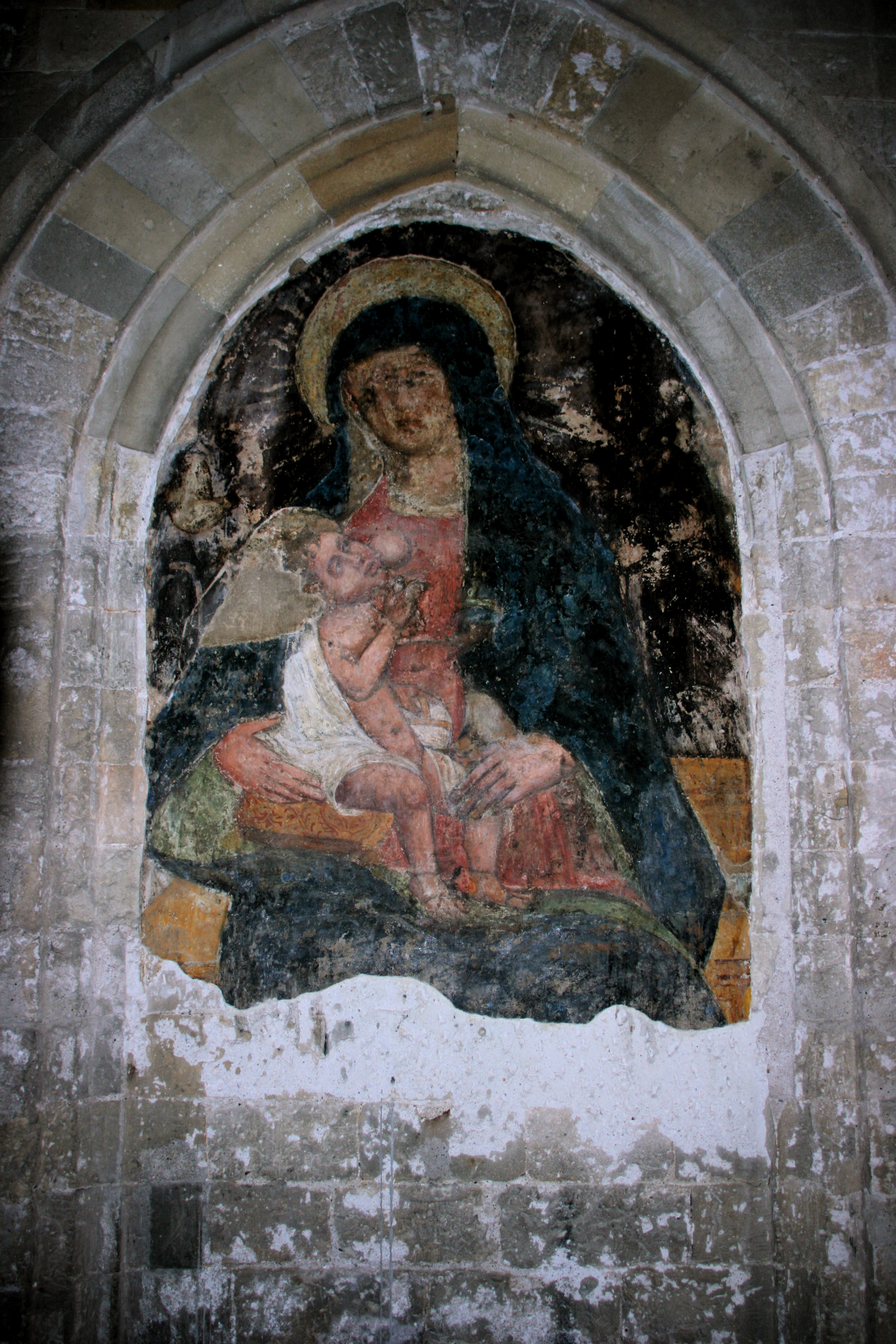
恩宠圣母壁画
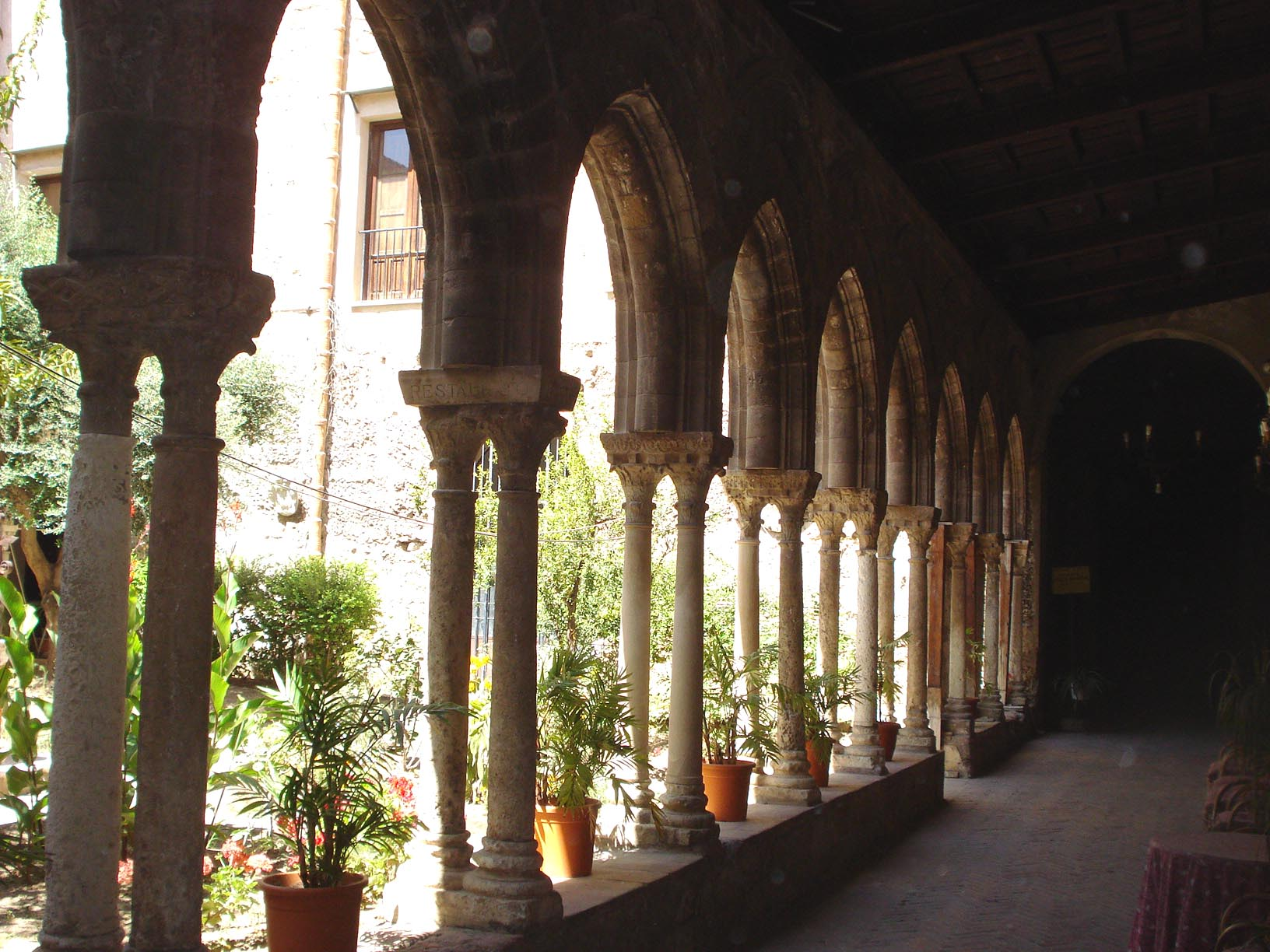
回廊
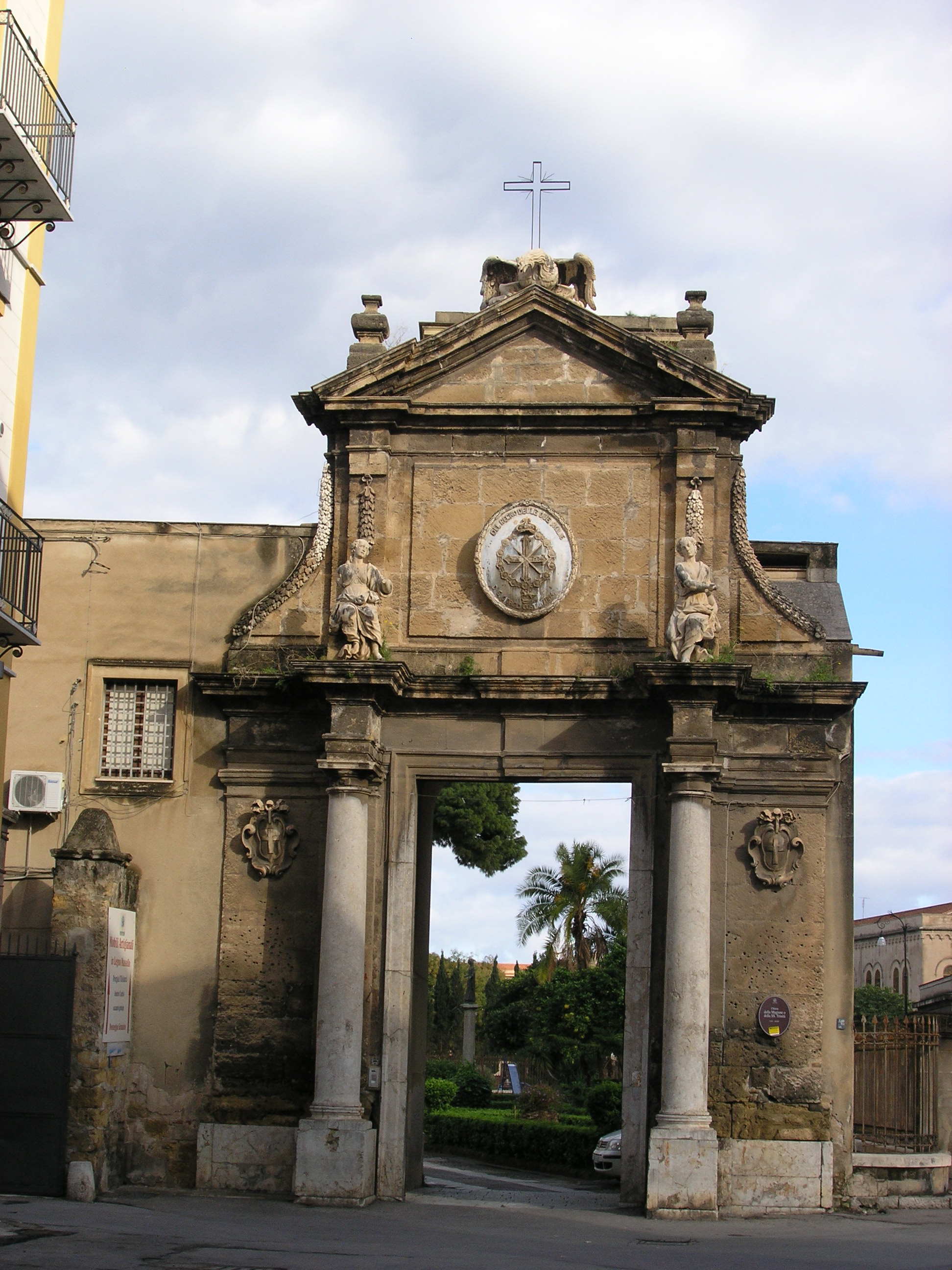
大门